# Cecil Edward Bingham
Cecil Edward Bingham (7 décembre 1861 - 31 mai 1934) est un officier de l'armée britannique qui exerce de hauts commandements pendant la Première Guerre mondiale.

## Carrière militaire
Il est le fils de George Bingham (4e comte de Lucan),, et est officier dans le 3e The King's Own Hussars en 1882 et transféré au 2e régiment de life guards en 1886 et au 1er régiment de life guards en 1892 . Il sert dans la seconde guerre des Boers en 1900 en tant qu'aide de camp du major-général John French, commandant la division de cavalerie. Après son retour chez lui, il devient aide de camp principal du duc de Connaught lors de sa tournée indienne en 1903 . Il est nommé commandant de la 2e brigade de cavalerie en novembre 1910 et commandant de la 4e brigade de cavalerie en novembre 1911. Il sert pendant la Première Guerre mondiale comme commandant de la 4e brigade de cavalerie avec le corps expéditionnaire britannique, puis en tant qu'officier général commandant la 1re division de cavalerie à partir de mai 1915 ,. En octobre 1915, il reçoit le commandement du corps de cavalerie en France, abandonnant le commandement en mars 1916 pour prendre le commandement du centre de réserve de Ripon . En novembre 1916, il est nommé au commandement de la 73e division, une formation composée d'hommes du service intérieur de la force territoriale, qui est stationnée dans l'Essex et le Hertfordshire pour la défense côtière. Il quitte ce commandement en avril 1917  et est transféré pour prendre le commandement de la 67e (2e Home Counties) Division. Il occupe ce commandement jusqu'à la dissolution de la division en 1919 .

## Famille
En 1884, il épouse Rose Ellinor Guthrie, fille de James Alexander Guthrie, 4e baron de Craigie ; elle est décédée le 18 septembre 1908. Ils ont trois enfants, :
- Ralph Charles Bingham, Coldstream Guards, né le 15 avril 1885.
- David Cecil Bingham, Coldstream Guards, né le 18 mars 1887, tué au combat en France le 14 septembre 1914.
- Cecilia Mary Lavinia Bingham, née le 19 avril 1893, épouse le colonel Frederick George Beaumont-Nesbitt, Grenadier Guards et décédée le 26 août 1920.

En 1911, il épouse Alys Elizabeth Carr ,.